# Rita MacNeil

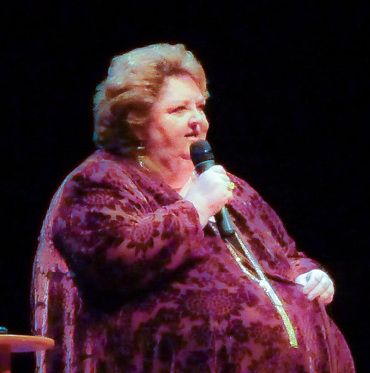
Rita MacNeil während eines Weihnachtskonzerts 2009 im National Arts Centre in Ottawa

Rita MacNeil (* 28. Mai 1944 in Big Pond, Nova Scotia; † 16. April 2013 in Sydney, Nova Scotia) war eine kanadische Folk- und Country-Sängerin und Songwriterin.

## Leben und Wirken
Rita MacNeil wurde in Big Pond geboren, einem Dorf mit rund 50 Einwohnern im Cape Breton Regional Municipality. Ihre Eltern waren Neil and Catherine (Rene) MacNeil, die insgesamt drei Söhne und fünf Töchter hatten. Rita MacNeil, ihr fünftes Kind, war mit einer Gaumenspalte zur Welt gekommen, die später operativ korrigiert wurde. Sie wuchs in einem finanziell und sozial instabilen Umfeld auf. Mit 17 Jahren brach sie die Highschool ab, zog nach Toronto und begann dort als Folksängerin in Clubs aufzutreten und Liedtexte zu verfassen, obwohl sie nie eine professionelle musikalische Ausbildung erhalten hatte und auch keine Noten schreiben konnte. Ihren Lebensunterhalt verdiente sie mit gering bezahlten Aushilfsjobs, unter anderem als Kaufhausangestellte bei Eaton’s. Aus einer kurzen Beziehung ging ihre Tochter Laura hervor, die sie am 15. April 1966 in Big Pond zur Welt brachte und dort von ihren Eltern aufziehen ließ, während sie nach Toronto zurückkehrte und weiter an ihrer Karriere als Musikerin arbeitete. Dort lernte sie den technischen Zeichner David Langham kennen, den sie 1967 heiratete. Am 30. April 1970 kam ihr gemeinsamer Sohn Wade in Toronto zur Welt.
Neben ihrer Arbeit als Musikerin engagierte sich MacNeil zunehmend in der örtlichen Frauenbewegung und setzte sich für die Gleichberechtigung der Frauen ein. Diese Aktivitäten inspirierten sie zu einigen ihrer ersten Songs, die auf Demonstrationen und Meetings gesungen wurden. So komponierte sie 1972 das Lied Born a Woman als Protest gegen einen lokalen Schönheitswettbewerb. Von Toronto zog sie später nach Ottawa, bevor sie mit ihrem Mann vorübergehend in ihren Heimatort zurückkehrte. 1975 veröffentlichte sie bei dem kanadischen Independent-Label Boot Records Ltd. ihr erstes Album Born a Woman. Das zweite, Part Of The Mystery, erschien sechs Jahre später und war von MacNeils Familie und Freunden finanziert worden. Ein weiteres Independent-Album folgte. Durch einen Auftritt bei der Expo 86 in Vancouver machte MacNeil erstmals international auf sich aufmerksam.

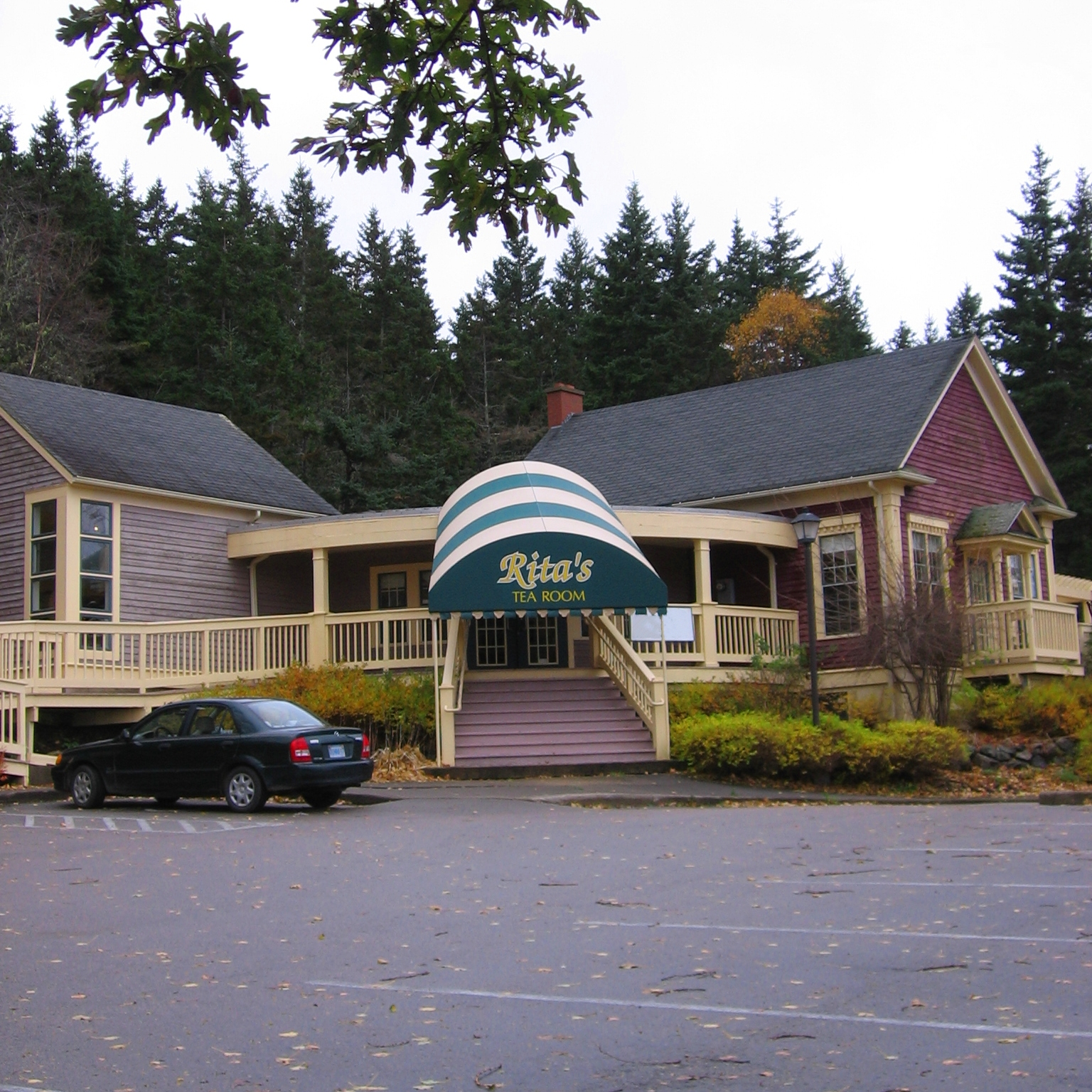
Rita's Tea Room in Big Pond

1982 kaufte MacNeil ein ehemaliges, aus einem Raum bestehendes Schulgebäude in Big Pond, in dem sie anschließend einige Jahre wohnte. 1986 eröffnete sie dort Rita's Tea Room, ein Restaurant mit Souveniershop, das sich im Laufe ihrer musikalischen Karriere zu einem Anziehungspunkt für Touristen entwickelte.
MacNeil unterschrieb 1987 einen Vertrag bei dem Label Virgin Records, das im gleichen Jahr ihr Album Flying on Your Own herausbrachte. Damit gelang ihr im Alter von 43 Jahren der Durchbruch als Musikerin. Das Album platzierte sich auf Platz 27 der kanadischen Charts und erreichte doppelten Platinstatus (ab 200.000 verkauften Tonträgern). Auch das im Folgejahr veröffentlichte Album Reason to Believe war kommerziell erfolgreich und gewann Doppel-Platin. Reason to Believe erreichte Platz 20 in den kanadischen, Platz 32 in den britischen und Platz 17 in den australischen Albencharts, wo es insgesamt 21 Wochen verblieb. Die davon ausgekoppelte Single Working Man, eine von Bergarbeitern handelnde Ballade, hatte MacNeils nach einem Besuch der Zeche Princess Colliery in Sydney Mines geschrieben. Sie trug sie gemeinsam mit The Men of The Deeps, einem kanadischen Chor-Ensemble von Bergarbeitern aus Cape Breton Island, unter anderem 1989 bei der Verleihung der Juno Awards vor. Working Man war eines ihrer erfolgreichsten Lieder und erreichte Platz 11 der UK-Charts.
Bis Mitte der 1990er Jahre veröffentlichte MacNeil nahezu jährlich ein neues Album, welche alle Gold- bis Dreifach-Platin-Status erlangten und sich in der kanadischen Hitparade platzierten. Ihr musikalisches Repertoire umfasste Folk, Country, Blues, keltische Musik, Roots und Rock. Zu ihren insgesamt 24 Alben gehören mehrere Kompilationen mit Weihnachtsliedern. MacNeil hatte starkes Übergewicht und litt lebenslang unter Anfällen von Schüchternheit vor Live-Auftritten, was ihrem Erfolg als Musikerin jedoch keinen Abbruch tat.
Von 1994 bis 1997 moderierte MacNeil die CBC-Varietee-Show Rita & Friends, die durchgängig ein bis zwei Millionen Zuschauer hatte und 1996 mit einem Gemini Award in der Kategorie Best Performance in a Variety Program or Series ausgezeichnet wurde. 1998 veröffentlichte MacNeil mit Co-Autorin Anne Simpson ihre Autobiografie On a Personal Note. 2000 arbeitete sie erneut mit The Men of The Deeps zusammen. Sie veröffentlichten das Folk-Album Mining the Soul und gingen zusammen auf Tour. Mit dem kanadischen Pianisten Frank Mills brachte sie 2010 ein Weihnachtsalbum heraus und unternahm im gleichen Jahr eine Konzerttour mit ihm. 2012 erschien ihr letztes Album Saving Grace, auf dem erstmals nach acht Jahren wieder Originalsongs zu hören waren. Im Winter 2012/2013 tourte sie erneut mit Frank Mills durch die Seeprovinzen, nach Ontario und Saskatchewan. Zu ihren letzten Live-Auftritten gehörte die Teilnahme an der „Sound Celebration“ bei den East Coast Music Awards 2013 in Halifax. Dort wurde sie von dem Orchester Symphony Nova Scotia begleitet, mit dem sie bereits Ende der 1980er bis 1999 einige Male zusammengearbeitet hatte.
Rita MacNeil, die für den Sommer 2013 weitere Konzerte geplant hatte, starb am 16. April des Jahres mit 68 an Komplikationen nach einer Operation. Sie hinterließ ihre Tochter und ihren Sohn Wade Langham, der zuletzt als ihr Manager tätig gewesen war.

## Auszeichnungen
Rita MacNeil wurde 13-mal für den Juno Award nominiert und gewann ihn dreimal: 1987 in der Kategorie Most Promising Female Vocalist of the Year, 1990 als Female Vocalist of the Year und 1991 als Country Female Vocalist of the Year.
1991 wurde sie zum Member of the Order of Canada ernannt. Fünf Universitäten verliehen ihr Ehrenabschlüsse. 2005 wurde sie mit dem Order of Nova Scotia ausgezeichnet. Sie gewann außerdem mehrere East Coast Music Awards und Country Music Awards.

## Diskografie

### Alben
- 1975: Born A Woman, Boot Records Ltd.
- 1981: Part Of The Mystery
- 1983: I'm Not What I Seem, The University College Of Cape Breton Press
- 1987: Flying on Your Own, Virgin Records, Lupins Records (CA: ×2Doppelplatin )
- 1988: Reason to Believe, Virgin Records, Lupins Records (CA: ×2Doppelplatin )
- 1988: Now the Bells Ring, Virgin Records, Lupins Records (CA: ×3Dreifachplatin )
- 1989: Rita, Virgin Records, Lupins Records (CA: ×2Doppelplatin )
- 1990: Home I'll Be, Virgin Records (CA: ×2Doppelplatin )
- 1992: Thinking of You, Lupins Records (CA: Platin)
- 1993: Once Upon a Christmas, Virgin Records, Lupins Records (CA: Platin)
- 1994: Volume 1: Songs from the Collection (CA: Platin)
- 1995: Porch Songs, EMI (CA: Gold)
- 1996: Joyful Sounds: A Seasonal Collection, EMI
- 1997: Music of a Thousand Nights, EMI
- 1998: Full Circle, EMI
- 1999: A Night at the Orpheum, Luprock Records
- 2000: Mining the Soul, Luprock Records
- 2002: Late December, Luprock Record
- 2002: Common Dream, Luprock Record
- 2004: The Ultimate Collection
- 2004: Blue Roses, Luprock Record
- 2006: Songs My Mother Loved, Luprock Record
- 2008: Pocket Full of Dreams, Luprock Entertainment
- 2010: The Spirit of Christmas (mit Frank Mills), EMI
- 2012: Saving Grace, Koch International

### Singles
- 1986: Flying On Your Own
- 1987: Used to You
- 1987: Fast Train to Tokyo
- 1988: Leave Her Memory
- 1988: Working Man
- 1988: Walk On Through
- 1988: Reason to Believe
- 1989: We'll Reach the Sky Tonight
- 1990: Crazy Love
- 1990: When Love Surrounded You and I
- 1990: Why Do I Think of You Today
- 1990: You Taught Me Well
- 1991: Watch Love Grow Strong
- 1991: Call Me and I'll Be There
- 1992: Bring It On Home to Me
- 1993: Shining Strong
- 1995: Steal Me Away
- 1995: Rolling Thunder

### Videoalben
- 1992: In Concert – Home I'll Be (CA: Platin)
- 2013: Live In Concert (CA: Gold)

## Auszeichnungen für Musikverkäufe
| Platin-Schallplatte - Australien - 1990: für das Album Reason to Believe |

Anmerkung: Auszeichnungen in Ländern aus den Charttabellen bzw. Chartboxen sind in ebendiesen zu finden.
| Land/RegionAuszeichnungen für Musikverkäufe (Land/Region, Auszeichnungen, Verkäufe, Quellen) | Silber  | Gold     | Platin       | Verkäufe  | Quellen         |
| -------------------------------------------------------------------------------------------- | ------- | -------- | ------------ | --------- | --------------- |
| Australien (ARIA)                                                                            | —       | —        | Platin1      | 70.000    | aria.com.au     |
| Kanada (MC)                                                                                  | —       | 2× Gold2 | 15× Platin15 | 1.465.000 | musiccanada.com |
| Vereinigtes Königreich (BPI)                                                                 | Silber1 | —        | —            | 60.000    | bpi.co.uk       |
| Insgesamt                                                                                    | Silber1 | 2× Gold2 | 16× Platin16 |           |                 |